# Coles Online
Coles Online — розничный интернет-магазин, работающий с австралийской сетью супермаркетов Coles. Магазин предлагает широкий выбор пищевых продуктов для покупки в режиме онлайн, имеет собственную службу доставки, при работе использует принцип одного клика для заказа. Сеть доставки интернет-магазина покрывает до 85% населения Австралии.

## История
Coles Online впервые открылся в 1999 году и работал с отдельными районами Мельбурна и Сидняя. Бизнес-модель сервиса на тот момент времени оказалась убыточной. За 1999-2000 финансовый год магазин отчитался о потери доходов от продаж на 5,6%.
В 2003 году Coles Online покупает сервис Shopfast для того, чтобы получить большую долю рынка и минимизировать свои возможные убытки. Хотя Shopfast и был убыточным на тот момент времени, на тот момент он являлся крупнейшим магазином типа E-grocery в Австралии.

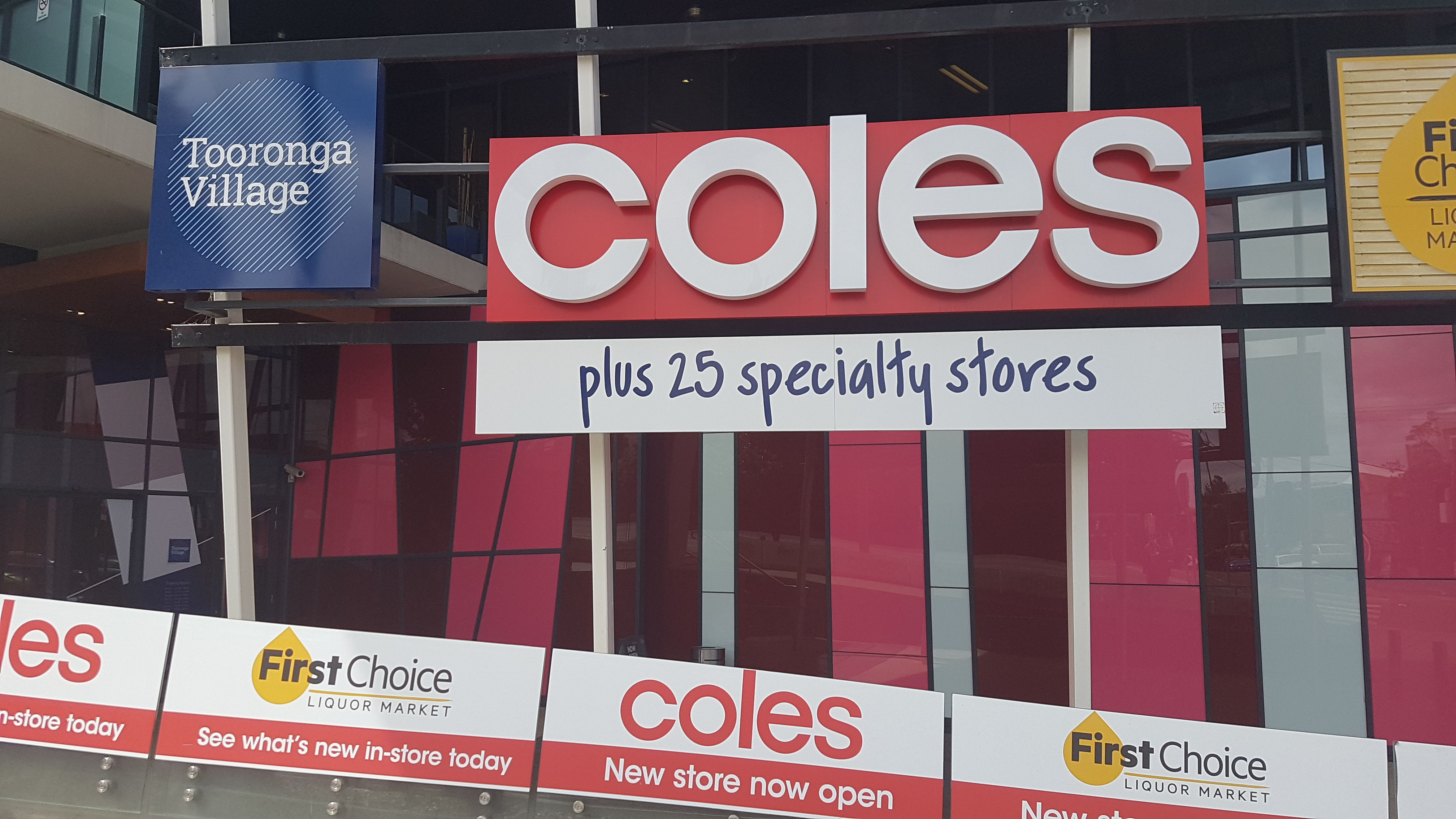
Открытие нового магазина сети Coles в 2021 году

После покупки Shopfast Coles Online проводил обслуживание клиентов с помощью специализированных удаленных складов. Практика существовала вплоть до 2007 года, когда магазин перенял новые стандарты работы по примеру аналогичных сервисов Великобритании, где обслуживание велось непосредственно отдельным магазином, в соответствие с географическим положением клиента.
В июле 2008 года Coles Online запустил новую версию своего веб-сайт с целью упрощения покупок в интернете, а также добавления приницпиально новых функций, которые ранее не использовались в продуктовых интернет-магазинах.
В 2008 году компания начала агрессивную политику по расширению охвата. Был поставлен план выйти за пределы Сиднея и Мельбурна, начать обслуживать клиентов с разных уголков Австралии. В октябре 2008 года в район доставки был добавлен город Ньюкасл. В феврале 2009 года интернет-магазин начал работать с Канберрой, Брисбеном,  Голд-Кост, Саншайн-Кост. К октябрю 2009 года Квинсленд стал лучшим розничным рынком магазина в Австралии, превысив рейтинга магазина в Южном Уэльсе и Виктории, где Coles Online работал в течение 10 лет.
В апреле 2009 года Coles Online начал работать в Перте, а в июне того же года стал первым крупным розничным онлайн-продавцом в городе Аделаида. С середины 2009 года по 2016 год магазин также работал с таким удаленным регионом Австралии как остров Гамильтон.
В 2013 году Coles Online перезапустил свой веб-сайт с нуля, в результате массированного обновления улучшило функциональность сайта, появилась функция сравнения товаров, упрощен процесс оформления заказа, появилась корзина покупателя, в которой стал отображаться весь список покупок. Была введена фильтрация продуктов по атрибутам и информация о продукте. В августе 2017 года Colees начал сотрудничество с Uber для упрощения системы доставки продуктов на дом.
В марте 2020 года Coles Online запустил специальный сервис по приоритетному обслуживанию пожилых и потенциально уязвимых клиентов, которые не могут ходить в обычные магазины в связи с началом вспышки COVID-19.